# Korunk hőse

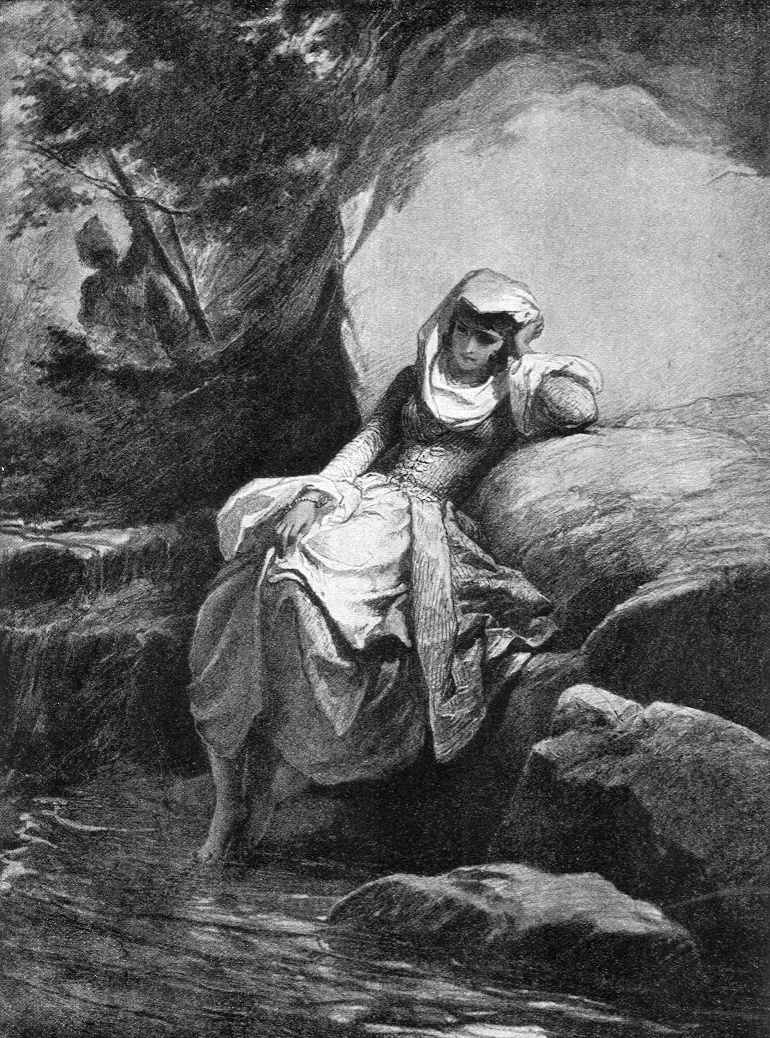
Bela. Zichy Mihály illusztrációja

A Korunk hőse (oroszul: Герой нашего времени, 1840) Lermontov klasszikus értékű és érvényű regénye, lényegében az első pszichológiai regény az orosz irodalomban.
Korunk Hőse, igen tisztelt uraim, valóban arckép, de nem egy emberé: olyan arckép, mely egész nemzedékünk hibáit hordozza, teljes fejlettségük fokán.
A Korunk hősében az orosz ifjúság egy tipikus képviselőjét ábrázolja Lermontov a regény főhőse, Pecsorin alakjában.
Pecsorinnal az a baj, mint minden felesleges emberrel, hogy nem tud mit kezdeni az életével. Nincsen anyagi függősége, azt csinál, amit csak akar. Lenyűgöző fizikai és szellemi képességekkel rendelkezik, csak mégsem használja ki őket semmire, pláne nem valami jó célra. Csak lődörög a nagy Oroszországban, és nincs semmi, ami vonzaná, életunt, és rövidesen meg is hal.
Egy kapitány elbeszéléséből és Pecsorin naplójából ismerjük meg a vele történteket; Belát, a gyönyörű tatár lányt, a tamanyi csempészeket, Mary hercegkisasszonyt.
Sajnálom a szerencsétlent... A sátán biztathatta rá, hogy részeggel beszélgessen éjjel! Meg aztán neki nyilván már születésekor meg volt írva a sorsa.

## A cselekmény vázlata
A regény öt különálló történetből áll, ezeket a főhős, Grigorij Pecsorin alakja köti össze. A fejezetek nem az események valós (kronológiai) időrendjében követik egymást: a két első fejezet eseményei időrendben a regény végére valók. Az első fejezetben a főhőst egykori feljebbvalója, Makszim Makszimics törzskapitány elbeszéléséből, tehát csak „másodkézből” ismerjük meg. A másodikban már maga Pecsorin is megjelenik egy villanásra, őt az utazó elbeszélő írja le. Azután a könyv végig Pecsorin naplójaként folytatódik, ebben tárul fel igazán a főhős ellentmondásos belső világa.
Bela

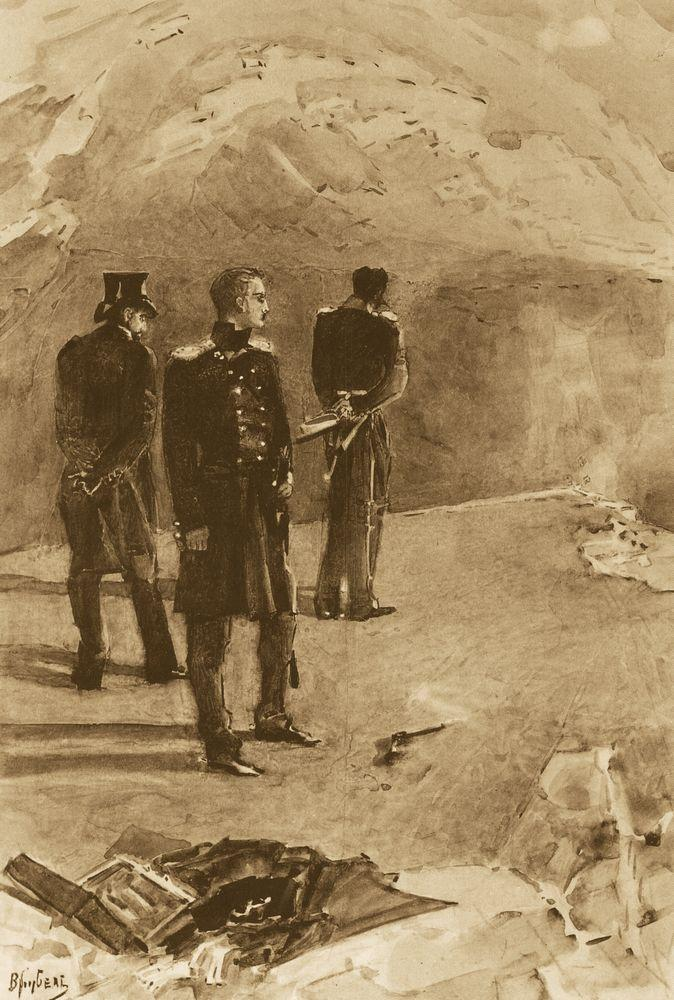
Vrubel: Pecsorin és Grusnyickij párbaja

Az elbeszélő a Kaukázuson át hazafelé utazik Grúziából, ahol készülő munkájához gyűjtött anyagot. Útközben megismerkedik a veterán Makszim Makszimiccsel, egy csecsenföldi orosz erőd egykori parancsnokával. Az idős tiszt elmesél neki egy régi történetet Grigorij Pecsorinról, egy homályos história miatt oda áthelyezett huszonöt éves, művelt, jó képességű, de különc tisztről, aki felkavarta az erőd eseménytelen életét.
A fővárosi nagyvilági élettől megcsömörlött, mindenből kiábrándult Pecsorin unalmában szemet vetett Belára, a helyi csecsen herceg lányára, elraboltatta és együtt élt vele az erődben. Szenvedélyesen megszerették egymást, de Pecsorin néhány hónap múlva ráunt, mondván: egy hegylakó lány szerelme sem jobb, mint egy nemes hölgyé. Végül a bánatában hervadozó Belát korábbi csecsen szerelmese (Kazbics) elrabolta, és amikor üldözői utólérték őket, leszúrta a lányt, hogy ne lehessen másé.
Az esetbe Pecsorin belebetegedett. Akaratlanul is okozója lett a „hegylakók” – Bela és földönfutóvá lett öccse (Azamat, aki segített a lányszöktetésben), valamint Kazbics – tragédiájának.
Makszim Makszimics
Egy-két nappal később a két utazó Vlagyikavkazban újra összefut. Itt az utazó-elbeszélő tanúja lesz Makszim Makszimics és az átutazóban lévő Pecsorin rövid találkozásának. Pecsorin unottan vált néhány mondatot régi bajtársával, de szívélyes meghívásait elutasítja, még egy italra sem hajlandó maradni, mert „siet”, máris indul Perzsiába. Régi feljegyzéseire sincs szüksége, így azokat az utazó-elbeszélő kapja meg. Ezek az iratok képezik a regény további, központi részét.
Pecsorin naplója
Perzsiából hazatérőben Pecsorin meghalt – közli az utazó-elbeszélő a naplóhoz írt előszóban. – Ez tette lehetővé számára, hogy közreadja a napló kaukázusi, korábban történt eseményeket rögzítő fejezeteit.
Tamany
A Kaukázus felé utaztában Pecsorin a Fekete-tenger parti kisvárosba, Tamanyba érkezik. A szálláshelyén gyanút fog: egy vak kisfiút követve rájön, hogy csempészek kis csoportjába botlott. A csempészek megpróbálják eltenni őt láb alól, és miután ez nem sikerül, a leleplezéstől félve sietve elhagyják Tamanyt, otthagyva a vak fiút.   
„Elszomorodtam – olvassuk Pecsorin naplójában. – De mért is vetett a sors becsületes csempészek békés társaságába? Mint a sima forrásvízbe hajított kő, megzavartam nyugalmukat, és mint a kő, magam is majdnem a vízfenékre estem!”
Mary hercegkisasszony
A kaukázusi gyógyfürdőhelyek úri közönsége nagy társasági életet él. Pecsorin hideg számítással magába bolondítja az érzékeny, tapasztalatlan, igaz szerelemre vágyó Mary hercegkisasszonyt; és egy félreértett helyzet miatt (régi szerelmével, Verával találkozik), becsületének védelmében párbajra kényszerül, majd – miután rájött, hogy szándékosan töltetlen pisztolyt adtak kezébe – halálosan megsebesíti riválisát, tiszttársát, a lobbanékony és féltékeny Grusnyickijt. Távoznia kell, de előtte fölkeresi Maryt, hogy megmondja: csak játszott a szerelmével. Marynek alig marad ereje, hogy a szemébe vágja: „Gyűlölöm…”
A fatalista
Kártyázó tisztek társaságában hősünk akaratán kívül belehajszolja egyik tiszttársát, Vulicsot egy értelmetlen fogadásba és – bár nincs köze hozzá – közvetve hozzájárul annak halálához: egy részeg kozák öli meg. Pecsorin maga is próbát tesz a sorssal: betör a gyilkos lakásába, de a kozák lövése nem találja el, így sikerül őt lefognia.

## A regényről

### Címe, Pecsorin alakja
A könyv második kiadásához fűzött előszóban Lermontov közli, hogy többen megsértődtek, amiért „ilyen erkölcstelen hőst” állít eléjük példaképül. A cím valóban zavarbaejtő, hiszen az író egy negatív jellemvonásokkal bőven felruházott regényalakot nevez „korunk hősé”-nek, aki a párbaj előtti éjszakán vívódva kérdi önmagától: „Miért éltem? mi végre [milyen célra] születtem?... Pedig bizonyosan volt ilyen cél, s bizonyosan volt egy magas hivatásom, mert végtelen nagy erőket érzek a lelkemben…” Majd pedig a reggeli párbajban szenvtelenül lelövi tiszttársát.
Naplójában vívódó, tehetetlenül kallódó, önző embernek írja le magát: „Az én szeretetem senkinek sem hozott boldogságot, mert semmit sem áldoztam azokért, akiket szerettem; magamért szerettem, magam örömére…”, sőt: „…hányszor játszottam a fejsze szerepét a sors kezében!”
Pecsorin nyilvánvalóan kitűnik környezetéből, nem csak képességeivel, végzetszerűségével és kiégettségével, hanem azzal is, ahogy képes szembenézni kiüresedő életével. „Bennem a lelket megrontotta a világ” – mondja az idős törzskapitánynak, aki most először találkozott ilyen kiábrándult fiatalemberrrel. – Pedig a fővárosban sokan vannak ilyenek – jegyzi meg óvatosan az utazó-elbeszélő –, és „akik valóban s mindenkinél jobban unatkoznak, igyekeznek eltitkolni ezt a szerencsétlenséget, mint egy vétket.”
Pecsorin korántsem egysíkú hős. Kapcsolataiban mindenkire bajt hoz, de ha másnak szenvedést okoz, attól maga is szenved. Gátlástalanul, szinte játszva elraboltatja Belát, a csecsen (cserkesz) lányt, majd megunja, mint egy játékszert, – mégis belebetegszik a halálába. Hol egykedvűen és értelmetlenül kockára teszi életét, hol meg agyonhajszolja lovát (és megsiratja), csak hogy még egyszer láthassa Verát, régi szerelmét.
„Ostoba vagyok-e vagy gonosztevő, nem tudom, (…) lesznek, akik azt mondják majd: jó fiú volt, s lesznek, akik ezt: gazfickó. Sem ezek, sem azok nem találják el az igazságot.” Az író nem foglal állást, hanem hagyja, hogy ezt az olvasó tegye meg. 
Lehet, hogy néhány olvasóm szeretné megismerni a véleményem Pecsorin jelleméről. Feleletem: a könyv címe. – „De hisz ez csak gonosz irónia!” – Az is lehet.

### Anyegin és Pecsorin
Pecsorin neve a Pecsora folyónévből, Puskin Anyeginje hősének neve az Onyega-tó nevéből származik. Az orosz irodalom e két meghatározó irodalmi alakjának hasonlósága közismert. Már a kor híres kritikusa, Belinszkij is rámutatott, amikor szellemesen azt írta: „Pecsorin – korunk Anyeginje, korunk hőse. Kisebb köztük a különbség, mint a távolság az Onyega és a Pecsora között.” (Это Онегин нашего времени, герой нашего времени. Несходство их между собою гораздо меньше расстояния между Онегою и Печорою.) Belinszkij a könyv címét egyáltalán nem iróniának tartja, a főhőst sem egyszerűen lélektelen önzőnek, hanem összetett személyiségnek, a regényt pedig „a korról való szomorú gondolatok”  kifejeződésének nevezi (грустная дума о нашем времени).
Az Anyegin az 1820-as éveket ábrázolja, a Korunk hőse az 1830-as évek orosz valóságából született és „a feleslegesség diagnózisában” is folytatása az Anyeginnek. A „felesleges ember” fogalma azonban csak tíz évvel a Korunk hősének kiadása után keletkezett, és visszamenőlegesen alkalmazták Anyegin és Pecsorin alakjára, mint e hőstípus első képviselőire az orosz irodalomban. Ha érvényes is rájuk, önmagában használva ez a fogalom elmossa a köztük lévő különbséget.
Pecsorin „Anyegin megtestesülésének hat, felesleges ember” – írja Török Endre, de rögtön hozzáteszi, hogy nagyon különbözik is tőle. „Anyegin a tétlenségnek még inkább a varázsát, mint a fájdalmát érezte… [Pecsorin azonban] környezete kisszerűsége mellett saját nyomorúságával is szembenéz, s ez teszi őt rendkívülivé… S hogy elbírja a pusztulás légkörét, a vereség terhét, torz cselekvéssel pótolja a valóságosat, az értelmeset, amelyre szomjas, s amelyről még csak nem is sejti, hogy milyen. A köztük lévő különbséget Belinszkij tömören így fogalmazta meg: „Anyegin unatkozik, Pecsorin szenved” (Онегин скучает, Печорин страдает, Anyegin szkucsajet, Pecsorin sztradajet).

## Helye az orosz regény történetében
A Korunk hőse könyv alakban 1840-ben jelent meg. Alig két évvel később látott napvilágot Gogol egészen más stílusú, tárgyias, epikus jellegű regénye, a Holt lelkek.
„Ilyenformán a 40-es évek elején az orosz regénynek két típusa alakult ki: Lermontovnak az egyéniség önkereséséhez simuló analitikus prózája, (…) s a pikareszk elemeket használó gogoli regény, Oroszország társadalmi önvizsgálataként. (…) Ettől fogva az orosz próza e két módszer és gondolat összekötését, szintézisét kereste az egyetemes nemzeti önmegismerés érdekében, amelynek a regény műfaja felelt meg a legjobban, s amely Tolsztoj és Dosztojevszkij alkotásaiban végezte el ezt a küldetését.”
Irodalomtörténeti jelentősége mellett a regény napjainkban is élvezetes olvasmány. Időfelbontásos szerkezete, az elbeszélői szemszögek váltakozása révén modernnek, sőt posztmodernnek hat. „Egy egész évszázaddal megelőzte önmagát" – írta róla egykor Anna Ahmatova.

## Magyar vonatkozások
Magyarul a regény már 1855-ben megjelent folytatásokban a Magyar Sajtó című napilapban. Később oroszból fordította le Ruby Miroszláv és Timkó Iván 1879-ben, majd Szabó Endre 1906-ban. Áprily Lajos fordításában a Korunk hősét először 1956-ban adták ki.
Nálunk a könyv kezdetben igen elmarasztaló ítéletet kapott, amit nyilvánvalóan megalapozott Arany László lesújtó véleménye, aki pedig Lermontov lírájának lelkes híve volt.
Szerb Antal (1941) a romantika felől közelítette meg a regényt: A Korunk hőse „is a byronizmus hatása alatt kialakult új embertípus tárgyilagos ábrázolása… [de] Pecsorinban van valami meghatározhatatlan ördögi vonás, amely sokkal reálisabb és sokkal kicsinyesebb, mint a byroni satanizmus. Hiányzik belőle a byroni hősök nagyszerűsége.”
A költő halálának centenáriumán, 1941-ben Nagy Iván részletesebben írt a könyvről a Budapesti Szemlében: „A lélekboncolásnak ez a finomsága az orosz irodalomban mindaddig ismeretlen volt. (…) Pecsorin tragikus története az orosz pszichológiai regény első fontos terméke és kiindulási pontja. Nagyon találóan mondja Wesselovszki, hogy amint az orosz realisztikus, elbeszélő alakban való erkölcsábrázolás Gogoly irodalmi hagyatékának tekintendő, épp úgy vezet a Korunk hősétői egyenes, töretlen vonal Turgenyev és kortársainak pszichológiai tanulmányaihoz. Áprily Lajos 1956-ban megjelent fordítása után a Korunk hőse végleg megtalálta helyét a hazai irodalmi köztudatban.

## Magyarul
- Lermontowː Korunk hőse; ford. Miroslav Ruby, Timkó Iván; Athenaeum, Bp., 1879
- Korunk hőse. Orosz korrajz, 1-2.; ford. Szabó Endre; Révai, Bp., 1906 (Klasszikus regénytár)
- M. J. Ljermontovː Korunk hőse; ford. Havas András Károly; Anonymus, Bp., 1944 (Anonymus regénytár)
- Korunk hőse. Regény; ford. Áprily Lajos, utószó Belia György; Új Magyar Kiadó, Bp., 1956 (Olcsó könyvtár)
- Mihail Lermontov válogatott művei; összeáll., jegyz. Pór Judit, ford. Áprily Lajos et al.; Európa, Bp., 1974